# Pramen Zbojnička
Pramen Zbojnička, nazývaný také Pinkadélko, je pramen v Chuchelenském lese, jihovýchodně od obce Chuchelná v Opavské pahorkatině v okrese Opava v Moravskoslezském kraji. Místo je celoročně volně přístupné.

## Další informace
Lesní pramen Zbojnička je jeden z pramenů potoka Zbojnička (přítok řeky Ciny Psiny) z povodí řeky Odra. Nachází se vedle turistického odpočívadla s lavičkami a piknikového místa s ohništěm Pinkadelko dostupného po místní naučné stezce Chuchelenský les. Okolí pramene je upravené a udržované místními dobrovolníky. Poblíž studánky jsou umístěny informační tabule s tématy flóry a fauny Chuchelenského lesa. Místo je oblíbeným cílem výletních tras.

## Galerie

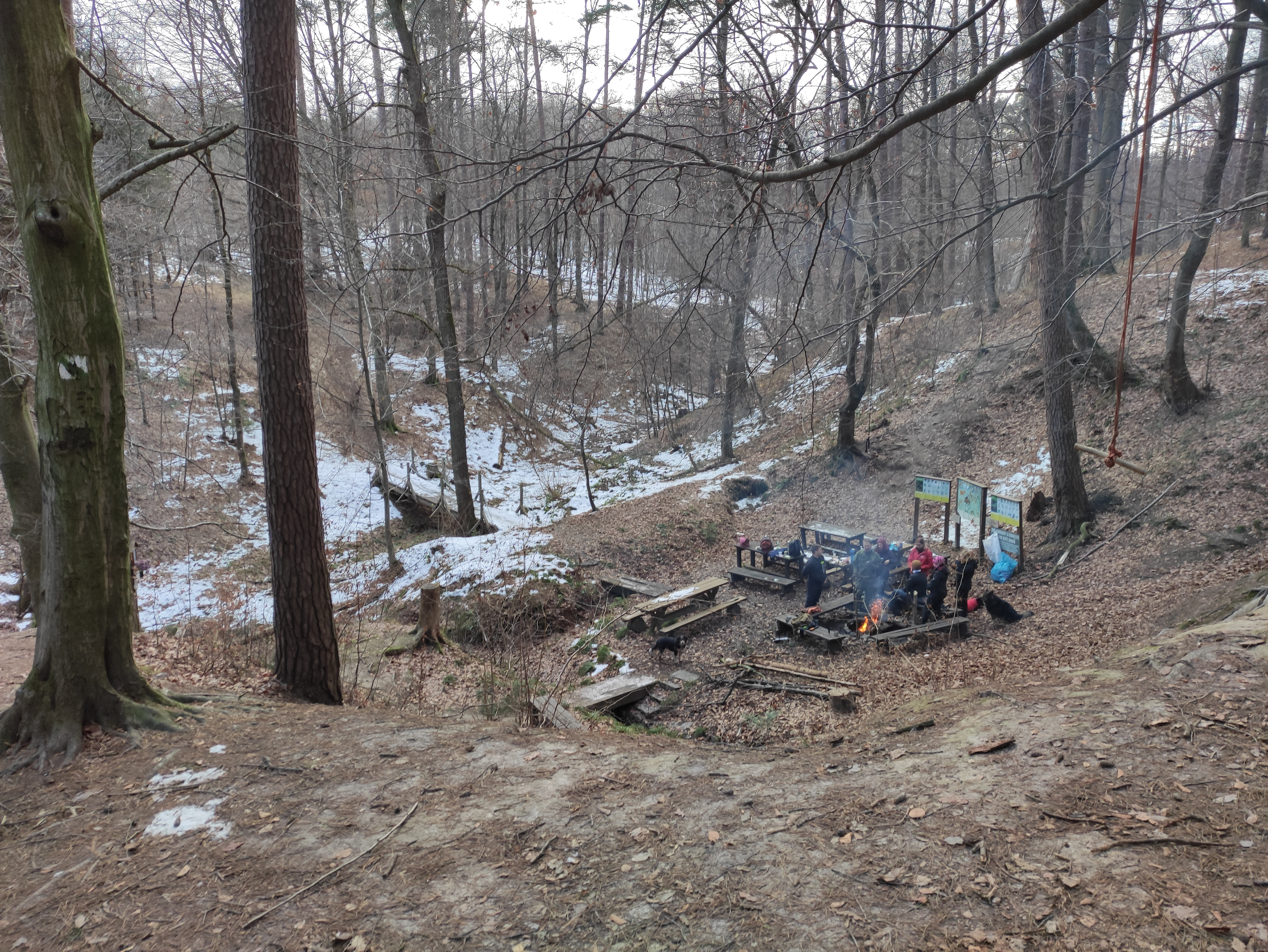